# Овербю, Дагмар
Да́гмар Йоха́нна Ама́лия О́вербю (дат. Dagmar Johanne Amalie Overbye; 23 апреля 1887, Ассендруп, Ведслет — 6 мая 1929, Копенгаген) — датская серийная убийца, арестованная в 1920 году. В течение 7 лет она лишила жизни, как считается, от 9 до 25 детей и иногда называется крупнейшим серийным убийцей Дании. Дом, в котором она жила и совершала убийства, существует до сих пор.

## Биография
Дагмар Овербю была дочерью мелких фермеров-арендаторов (датск. indsidder). Первые преступления она начала совершать уже в возрасте 12 лет. Её поместили в исправительное учреждение, но через три года вернули к родителям, которые жили тогда в Орхусе. Дагмар Oвербю была пристроена на работу конторской служащей, но вскоре была обвинена в краже и впервые попала в тюрьму на острове Фюн в 1909 году. Позже она устроилась на работу в ресторан, где забеременела и родила своего первого ребёнка. Этот ребёнок умер при загадочных обстоятельствах. В последующие два года она родила двух детей от двух разных мужчин: агента, за которого на несколько месяцев в начале 1912 года вышла замуж, и подсобного рабочего с фермы. Второго из этих детей, как она впоследствии утверждала, она убила (то есть первое её убийство якобы было совершено в 1913 году). После того как она родила ещё одного ребенка, Овербю переехала в 1915 году в Копенгаген, где открыла кондитерскую. В Копенгагене она сошлась с кочегаром, от которого также имела ребёнка, но он умер от неизвестных причин. В итоге выжили только два её ребёнка, 1912 (Эрена Мария) и 1914 (Пауль) годов рождения.

## Убийства и арест
Первое убийство произошло в доме пары на улице Яггерсборгал в 1916 году. Овербю через рекламное агентство познакомилась с женщиной, которая родила второго ребёнка вне брака, и Дагмар была готова взять этого ребёнка на временное воспитание, получив за это 12 крон от его матери. В тот же день она задушила ребёнка и бросила его труп в туалете кладбища Ассистентс. Впоследствии во время суда она сказала, что не знала, почему она это сделала. В последующие годы она убила по меньшей мере семь детей, а вероятно — намного больше. Она призналась на суде, что убила шестнадцать детей, но суд нашёл доказательства лишь девяти смертей, причём одной из жертв был её собственный ребёнок.
Дагмар Овербю получала детей с помощью объявлений, по которым отчаявшиеся матери, родившие детей вне брака и желавшие избежать позора, приносили своих детей к ней и осуществляли единовременный платёж за их временное содержание и последующую передачу в богатую семью на усыновление (сами такие усыновления в то время считались незаконными); обычно она убивала детей в тот же день, как получала их. Овербю во всех случаях убивала детей путём удушения или утопления. Тела Овербю либо хоронила, либо сжигала, иногда временно пряча на чердаке. Один из принесённых ей детей выжил, поскольку Дагмар отбывала тюремное заключение за кражу в 1918—1919 годах.
Преступная деятельность Дагмар Овербю была раскрыта в 1920 году, когда одна молодая мать, принесшая ей ребёнка, передумала и вернулась спустя сутки, чтобы забрать его назад. Дагмар Овербю в ответ на её просьбу вернуть ребёнка начала говорить какие-то несуразные объяснения того, почему не может этого сделать, и они вызвали подозрение у матери, ввиду чего она вызвала полицию. Тело ребёнка было найдено сожжённым в печи. В ходе судебного разбирательства выяснилось, что Дагмар Овербю предположительно употребляла лигроин и, скорее всего, находилась под его воздействием, когда совершила убийство. Она была описана полицией как лгущая и возбуждённая, но не сумасшедшая, и полиции не удалось найти реальный мотив для убийства. Роль сожителя Дагмар Овербю в её делах также осталась невыясненной. Тем не менее, выяснилось, что он получал деньги от неё, а также что он не любил детей. Психологическое состояние Дагмар Овербю, по сообщениям, в течение 3-дневных допросов колебалось между холодным, бесстрастным, расстроенным и слегка весёлым.
После двух дней опроса большого числа свидетелей в суде начались прения сторон. Прокурор потребовал осудить Дагмар за умышленное убийство, в то время как её адвокат заявил, что она была «инструментом, занимающим место равнодушных матерей в меняющемся обществе». Он отрицал, что Дагмар действовала намеренно, и даже упоминал, что возможной причиной её злодеяний могли быть унижения и предательства, перенесённые в детстве. Однако его речи не произвели на суд никакого впечатления, и преступницу приговорили к смертной казни — Дагмар Овербю была объявлена виновной в убийстве девяти младенцев. Решение не было обжаловано. Последняя датчанка была казнена в 1861 году, и вскоре казнь для Овербю была заменена на пожизненное заключение. При этом было отдельно постановлено, что она не может быть ни при каких обстоятельствах выпущена на волю или получить какое-либо послабление в режиме содержания.
После завершения судебного процесса, который вызвал в Дании огромный общественный резонанс, начались споры о доле вины и ответственности безответственных матерей и отцов в случившемся. Многие видные деятели отмечали, что общество должно нести гораздо большую ответственность за то множество детей, которые рождаются вне браков. Была высказана острая необходимость в специальных учреждениях для таких детей, которые бы общество могло контролировать. Закон о контроле над внебрачными детьми в Дании был принят в 1923 году и был непосредственно связан с преступлениями Дагмар Овербю. Этот закон оставался в силе в Дании вплоть до 1965 года.
Дагмар Овербю отбывала тюремное заключение в женской тюрьме в Кристиансхавне, но впоследствии была переведена на Западную тюрьму (Vestre Fængsel). Последние два года жизни провела в сумасшедшем доме, где и умерла в 1929 году. Спустя год смертная казнь в Дании была отменена.

## В популярной культуре
- О жизни Дагмар Овербю в 2007 году был написан роман Englemagersken[6][7] (автор Карен Сондергаад Йенсен).
- Датская группа Leæther Strip в 2009 году записала музыкальный альбом с песнями о ней[8].
- Жизнь Дагмар стала первоисточником для художественного фильма Девушка с иглой (2024).